# Thuilley-aux-Groseilles
Thuilley-aux-Groseilles – miejscowość i gmina we Francji, w regionie Grand Est, w departamencie Meurthe i Mozela.
Według danych na rok 1990 gminę zamieszkiwało 265 osób, a gęstość zaludnienia wynosiła 29 osób/km² (wśród 2335 gmin Lotaryngii Thuilley-aux-Groseilles plasuje się na 783. miejscu pod względem liczby ludności, natomiast pod względem powierzchni na miejscu 658.).